# Falu Kristine distrikt
Falu Kristine distrikt är ett distrikt i Falu kommun och Dalarnas län. Distriktet omfattar bland annat de centrala delarna av tätorten Falun i östra Dalarna. 

## Tidigare administrativ tillhörighet
Distriktet inrättades 2016 och utgörs av en del av området som Falu stad omfattade till 1971, delen som staden utgjorde före 1967.
Området motsvarar den omfattning Falu Kristine församling hade 1999/2000.

## Tätorter och småorter
I Falu Kristine distrikt finns en tätort och två småorter.

### Tätorter
- Falun (del av)

### Småorter
- Höjen
- Stora Källviken